# ساتوشي توكيوا
ساتوشي توكيوا (باليابانية: 常盤 聡) (14 مايو 1987 في طوكيو في اليابان – )؛ هو لاعب كرة قدم ياباني سابق كان يلعب كمهاجم.

## وصلات خارجية
- ساتوشي توكيوا على موقع رابطة كرة القدم اليابانية للمحترفين (اليابانية)
- ساتوشي توكيوا على موقع قاعدة بيانات كرة القدم.إي يو (الإنجليزية)
- ساتوشي توكيوا على موقع Soccerway.com (الإنجليزية)
- ساتوشي توكيوا على موقع عالم كرة القدم.نت (الإنجليزية)